# Paál László Társaság

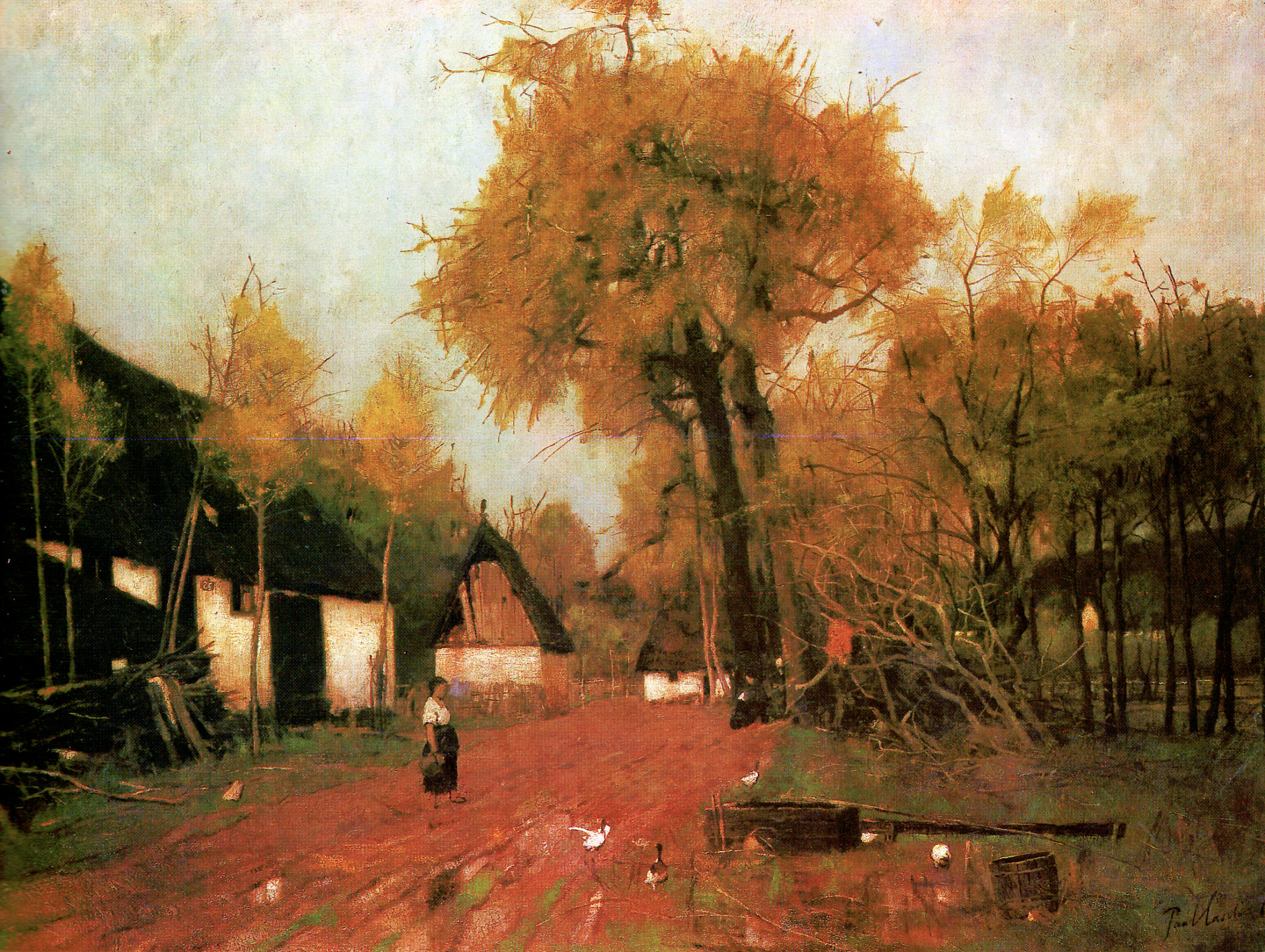
Paál László: A berzovai út

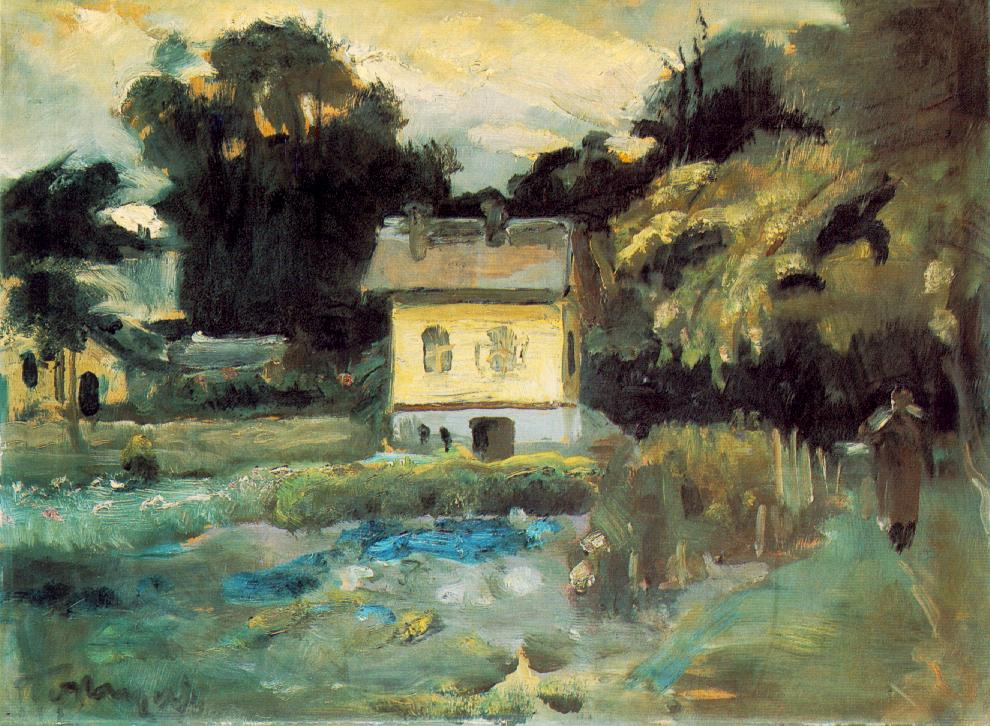
Tornyai János: Szentendrei részlet (1933)

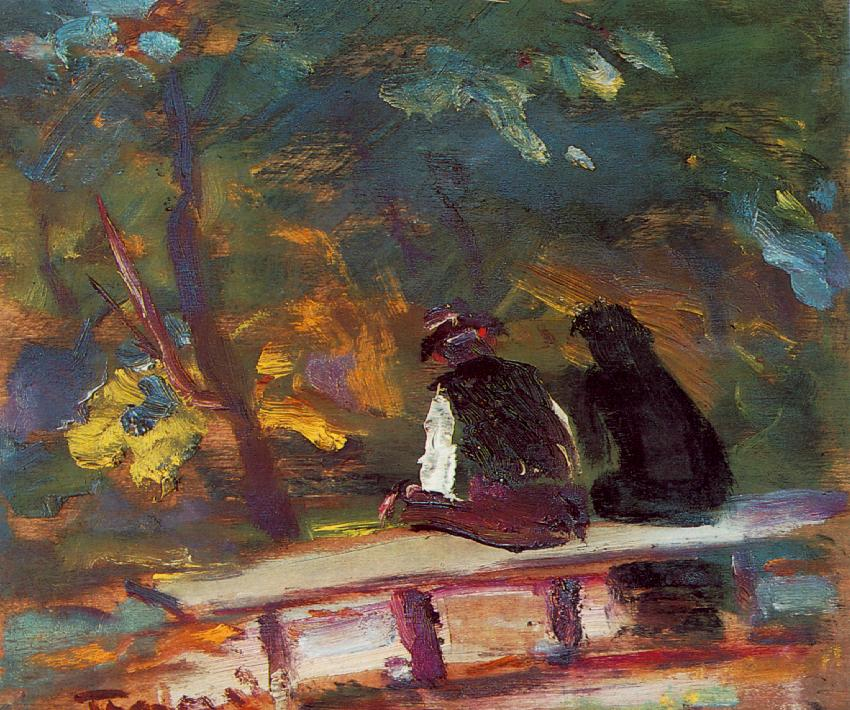
Tornyai János: Padon (1933-34)

Paál László Társaság 1923-1944 között működött művészegyesület, melynek tagjai tájképek festésével (is) foglalkoztak. Székhely: Budapest. A társaság nevét Paál László magyar tájképfestő iránti tiszteletből vette fel. A társaság első elnöke Vesztróczy Manó volt. (Napjainkban is működik Paál László Képzőművészeti Kör Győr székhellyel, de az már egy másik történet.)

## A társaság alapító tagjai
- Belányi Viktor[1]
- Bíró József
- Feszty Masa
- Gara Arnold
- Lakatos Artúr választmányi tag
- Révész-Ferryman Ferenc
- Szigeti Jenő
- Vesztróczy Manó

## Tagjai
- Barta Ernő
- Bertalan Albert
- Ilosvai Varga István
- Jeges Ernő
- Pirk János
- Szandai Sándor
- Tornyai János

## A társaság kiállításai
- 1923 Paál László Társaság I. kiállítása, Nemzeti Szalon, Budapest
- 1926 Paál László Társaság II. kiállítása, Nemzeti Szalon, Budapest[2]
- 1929 Paál László Társaság III. kiállítása, Nemzeti Szalon, Budapest